# Trutzhofmühle
Die Trutzhofmühle ist ein Gemeindeteil der Oberpfälzer Stadt Pleystein im Landkreis Neustadt an der Waldnaab; dort bestand früher der Hammer unter der Bartlmühle. Das Werk wurde vom Wasser des Zottbaches angetrieben.

## Geschichte
Der Trutzhof wurde 1615 von dem Landsassen des Pleysteiner Burggutes, Tobias Schubart, aufgebaut. Er lag auf einer Anhöhe über dem und zum Teil direkt am Bachlauf der Zott. Dort lag auch ein Eisenhammer, der um 1518 von dem Burgsassen Erhard von Reitzenstein errichtet wurde. Das Hammerwerk hatte nicht lange Bestand, denn nach einem Bericht des Pleysteiner Pflegers Jobst von Thandorf war das Hammergut 1531 bereits verödet.
Die Trutzhofmühle wurde 1852 erbaut. Sie geht zurück auf den Müller Anton Schreml, geboren am 11. Oktober 1821 in der Hagenmühle. Er verheiratete sich am 3. August 1847 mit Margaretha Bär von Vöslesrieth. Er war zuerst im Besitz der Stadtmühle von Pleystein, die aber nur einen Mahlgang und Schwierigkeiten mit dem Wasserbezug hatte. Deshalb fasste er den Entschluss, eine neue Mühle an der Zott zu errichten. Der Pfarrverweser Troßner nivellierte das Gelände und er konnte trotz des Widerstands etlicher Grundanlieger eine neue Mühle bauen. Das Werk war mit zwei Gängen ausgestattet. Nachdem die Mühle einen guten Ertrag abgeworfen hatte, baute Schreml dort auch ein Schleif- und Polierwerk. Nachfolger wurde sein Sohn Anton (* 15. Oktober 1858).